# Сантед
Сантед (ісп. Santed) — муніципалітет в Іспанії, у складі автономної спільноти Арагон, у провінції Сарагоса. Населення — 61 особа (2010).
Муніципалітет розташований на відстані близько 200 км на схід від Мадрида, 85 км на південний захід від Сарагоси.

## Демографія
Динаміка населення (INE ):